# Mordfall Sylvia Likens
Der Mordfall Sylvia Likens erregte im Herbst 1965 über die Grenzen der Vereinigten Staaten hinaus Aufsehen. In einem Keller in Indianapolis wurde Sylvia Likens von ihrer Ziehmutter Gertrude Baniszewski, zwei ihrer Stiefgeschwister und zwei Nachbarsjungen über Wochen gefoltert und schließlich ermordet.

## Vorgeschichte

### Gertrude Baniszewski

Gertrude Baniszewski nach Verlassen des Gerichtsgebäudes 1986

Gertrude Nadine Baniszewski (geb. Gertrude Nadine van Fossan, * 19. September 1929 in Indianapolis, Indiana; † 16. Juni 1990 in Iowa) war das dritte von insgesamt sechs Kindern von Mollie Myrtle (geb. Oakley) und Hugh Marcus (beide ursprünglich aus Illinois, mit niederländischer Abstammung). Ihr Vater, den sie immer mehr als ihre Mutter gemocht hatte, starb am 5. Oktober 1939 an einem Herzinfarkt, als Gertrude zehn Jahre alt war. Sein Tod hinterließ bei ihr ein Trauma.
Gertrude brach im Alter von 16 Jahren die Schule ab und heiratete den zwei Jahre älteren Polizisten John Baniszewski (1926–2007, ursprünglich aus Pennsylvania). Als das Paar vier Kinder hatte, ließ er sich scheiden. Gertrude Baniszewski heiratete Edward Guthrie, ließ sich aber nach nur drei Monaten Ehe erneut scheiden, da Guthrie keine Verantwortung für fremde Kinder übernehmen wollte. Sie kehrte zu ihrem ersten Ehemann zurück. Von ihm bekam sie zwei weitere Kinder. Sie war 34, als ihre Ehe sieben Jahre später endgültig in die Brüche ging. Danach hatte sie einen 23-jährigen Geliebten (Dennis Lee Wright), mit dem sie eine Weile unehelich zusammenwohnte, der sie jedoch missbrauchte und sitzen ließ, als sie von ihm zuerst eine Fehlgeburt und dann ein weiteres Kind bekam, ihren Sohn Dennis Lee Wright Jr. Um zu verschleiern, dass es sich dabei um ein uneheliches Kind handelte, nannte sie sich nun „Mrs. Wright“.
Zu dieser Familie kamen Anfang Juli 1965 Sylvia und Jenny Likens. Sie lebten zu dieser Zeit in der 3850 East New York Street in Indianapolis.

### Sylvia Likens
Sylvia Marie Likens wurde am 3. Januar 1949 in Lebanon, Indiana geboren. Sie war das dritte von insgesamt fünf Kindern des Schausteller-Ehepaares Lester Cecil Likens (1926–2013) und Elizabeth Frances „Betty“ (geb. Grimes, 1927–1998); ihre zwei älteren Geschwister Diana und Danny und ihre zwei jüngeren Geschwister Jenny Fay und Benny waren jeweils zweieiige Zwillingspärchen.
Sie wurde später von der Staatsanwaltschaft als „voller Hoffnung und Vorfreude“ beschrieben. John Dean bezeichnete sie in seinem Buch als eine fröhliche, ganz normale Jugendliche. Sie ging gern in die Kirche, mochte Rollschuhlaufen, Tanzen und Singen und hatte durchschnittliche Schulnoten. Sylvia soll sich, weil sie zwischen zwei Zwillingspärchen geboren wurde, als Außenseiterin in der Familie gefühlt, aber ihrer Schwester Jenny nahegestanden haben.
Die Ehe der Eltern war instabil, die Familie zog aufgrund der Schaustellerkarriere der Eltern häufig um und hatte finanzielle Schwierigkeiten. Sylvia und Jenny wurden häufig eingesperrt oder gezwungen, bei Verwandten zu wohnen. Im Sommer 1965 wurde Sylvias Mutter Betty wegen Ladendiebstahles verhaftet. Als Sylvia und Jenny auf der Straße herumschlenderten, trafen sie Gertrude Baniszewskis Tochter Paula, gingen zu ihr und übernachteten dort. Sylvias Vater Lester suchte mit seinem 19-jährigen Sohn die Mädchen und fand sie schließlich. Er und Gertrude Baniszewski, die er nur als „Mrs. Wright“ kannte, vereinbarten, dass diese für 20 $ pro Woche die damals 16-Jährige Sylvia und ihre ein Jahr jüngere Schwester Jenny, die an Kinderlähmung litt, aufnahm.

## Tathergang

### Anfänge
Gertrude Baniszewski bekam pro Woche 20 Dollar für die Betreuung der Mädchen. Als in der zweiten Woche, etwa im Juli 1965, die Bezahlung verspätet eintraf, schlug die an Asthma, Depressionen und dem Stress mehrerer gescheiterter Ehen leidende, unterernährte Frau die Mädchen mit einem Paddle. Sie ließ aber ihren Zorn bevorzugt an Sylvia und weniger an Jenny aus. Unehrlichkeit, körperliche Unreinheit und sexuelle Promiskuität waren die drei wiederholten Vorwürfe. Mehrmals besuchten die Eltern die Kinder, die sich aber aus Angst vor weiteren von Gertrude angedrohten Bestrafungen nicht beschwerten.
Körperliche Züchtigung war später an der Tagesordnung. Schließlich stiftete Baniszewski auch ihre Kinder und außenstehende Minderjährige an, Sylvia und Jenny zu misshandeln. Sylvia wurde immer brutaler geschlagen, nachdem man ihr ohne ausreichende Beweise vorgeworfen hatte, in der Schule einen Gymnastikdress, ohne den Sylvia nicht am Sportunterricht hätte teilnehmen können, gestohlen zu haben. Danach wurde ihr auch der Schulbesuch untersagt. Paula Baniszewski, die zu dieser Zeit schwanger war, log ihrer Mutter vor, Sylvia habe sie als Prostituierte bezeichnet. Von nun an waren auch Nachbarskinder an den Folterungen beteiligt. Die zunehmend den Realitätsbezug verlierende Baniszewski sah in jeder Frau eine potenzielle Prostituierte und bezeichnete Sylvia wiederholt als Hure. Sie verbreitete Gerüchte und behauptete sogar, Sylvia sei schwanger, da diese einräumte, bereits einen Freund gehabt zu haben. Eine spätere medizinische Untersuchung ergab, dass Sylvia nicht schwanger und ihr Hymen intakt war, sie also als Jungfrau starb.

### Folter
Sylvia wurde mit brennenden Zigaretten über 100-mal gefoltert, geschlagen, musste sich entkleiden und wurde gezwungen, sich vor aller Augen mehrfach eine Colaflasche in die Vagina einzuführen. Dies führte zu so schweren Verletzungen, dass Sylvia inkontinent wurde und, weil sie aufgrund dessen ihr Bett benässte, für den Rest ihres Lebens in den Keller verbannt wurde. Dort wurde sie mithilfe der Kinder und Freunden mit heißem Wasser verbrüht und mit Salz in den Brandwunden gequält. Ihr Essen und ihre Getränke wurden auf ein Minimum reduziert (ihre Schwester Jenny spekulierte später, dass Sylvia aufgrund von Wasserentzug keine Tränen hatte), Kleidung wurde ihr verweigert. Außerdem wurde sie als Übungsdummy während Judositzungen verwendet. Einmal schlug ihr Paula Baniszewski so heftig ins Gesicht, dass Paula sich das Handgelenk brach und einen Gips tragen musste. Auch wurde später ihre Schwester Jenny gezwungen, Sylvia zu schlagen. Die Kinder ließen sich zum Zeitvertreib 5 Cent von den Nachbarskindern bezahlen, um Sylvias nackten Körper zu sehen.
Man zwang sie, ihren eigenen Kot zu essen sowie ihren eigenen Urin zu trinken und einen Brief zu verfassen, in dem sie beschrieb, wie sie von den Baniszewskis ausgerissen sei. Richtig vermutend, dass man ihren Tod plante, wollte Sylvia fliehen, was ihr jedoch nicht gelang. Auch versuchte sie, die Nachbarn zu Hilfe zu rufen, indem sie schrie und mit einem Spaten gegen die Wände des Kellers schlug, aber auch ohne Erfolg. Sie hatte auch keine Möglichkeit, Familienmitglieder zu kontaktieren.

### Tod
Am 22. Oktober erlaubte ihr Baniszewski, oben zu schlafen, mit der Bedingung, dass sie lernte, sich nicht nass zu machen.
Am nächsten Tag entdeckte sie, dass Sylvia sich erneut nass gemacht hatte. Zur Strafe musste sie vor den Kindern mit einer Colaflasche masturbieren. Danach entkleidete man sie, und Baniszewski ritzte ihr auf Vorschlag von Ricky Hobbs mit einer glühenden Nadel „I’m“ in den Bauch. Den Rest „… a prostitute and proud of it!“ (deutsch: „Ich bin eine Prostituierte und stolz darauf!“) übernahm Hobbs. Die Kinder entschieden, ihre Brust mit einem weiteren „S“, was Sylvia oder Sklave bedeutete, zu versehen. Baniszewski spottete, dass Sylvia aufgrund des Satzes niemals einen Mann heiraten könne. Sylvia soll darauf geantwortet haben, dann ist das eben so. Anschließend brachte man sie in den Keller zurück.
Am 24. Oktober 1965 gingen Gertrude und der Nachbarsjunge Coy Hubbard mit einem Stuhl beziehungsweise einem Besenstiel auf Sylvia los und schlugen sie bewusstlos. Den schweren Verletzungen erlag Sylvia zwei Tage später. Post mortem wurde neben einer Hirnschwellung und inneren Blutungen auch akute Unterernährung diagnostiziert. Während ihrer letzten Tage bekam Sylvia nichts anderes als Kekse zu essen; die Toilettenbenutzung wurde ihr verweigert.
Der fingierte Brief, der ein Ausreißen erklären sollte, war eine Zeit lang ausreichend, um bei der Suche nach Sylvia keine Hausdurchsuchung vorzunehmen. In dem Brief wurde vorgegeben, Sylvia wäre von einer Gruppe Jungen misshandelt und verstümmelt worden. Erst nachdem ihre Schwester Jenny Kontakt zu einem Polizisten aufzunehmen vermochte, indem sie ihn ansprach und sagte: „Get me out of here and I’ll tell you everything.“ (deutsch: „Bringen Sie mich hier raus und ich erzähle Ihnen alles“), wurden konkrete Ermittlungen gegen Gertrude Baniszewski aufgenommen.
Sylvia Likens wurde auf dem Oak Hill Friedhof in Lebanon, Indiana begraben.

## Urteil
Obwohl sie auf Unzurechnungsfähigkeit plädierte, wurde Baniszewski in einem viel beachteten Prozess zu einer lebenslangen Haft verurteilt. Eine spätere Neuaufnahme des Prozesses nach einer Widerrufung bestätigte zwar den Schuldspruch, schränkte das Strafmaß jedoch insofern ein, als es Baniszewski bei guter Führung möglich sein sollte, bereits nach 18 Jahren freizukommen. Daraufhin wurde sie eine Vorzeigegefangene, die sich in ihrem Gefängnis derartiger Beliebtheit erfreute, dass sie unter Mitgefangenen „Mom“ genannt wurde.
Als sie nach Ablauf der 18 Jahre freigelassen werden sollte, sorgte dies für einen öffentlichen Protest. Sylvia Likens’ Schwester Jenny hielt mit ihrer Familie eine Fernsehansprache, und verschiedene Gruppen organisierten Unterschriftensammlungen mit über 40.000 Unterschriften gegen Baniszewskis Freilassung.
Dennoch kam Baniszewski am 4. Dezember 1985 auf Bewährung frei, nahm wieder ihren Geburtsnamen mit leichter Änderung an und verbrachte den Rest ihres Lebens in Iowa, wo sie am 16. Juni 1990 im Alter von 60 Jahren an Lungenkrebs verstarb.
Außerdem wurden Gertrudes Kinder Paula, Stephanie und John Baniszewski und die Nachbarsjungen Richard Hobbs und Coy Hubbard ebenfalls wegen Mordes verhaftet. Paula, die während des Prozesses eine Tochter zur Welt brachte, wurde zu einer lebenslänglichen Freiheitsstrafe (später in eine 20-jährige Freiheitsstrafe umgewandelt), die Jungen zu zwei- bis 21-jährigen Freiheitsstrafen verurteilt. Stephanie wurde freigesprochen.

## Verarbeitung in den Medien

### Romane
- Kate Millett, The Basement (dt. Titel: Im Basement. Meditationen über ein Menschenopfer)
- Jack Ketchum, Evil (fiktive Aufarbeitung des Falles)
- John Dean, The Indiana Torture Slaying: Sylvia Likens Torture and Death (später bekannt als House of Evil: The Indiana Torture Slaying, keine deutsche Ausgabe)[12]

### Filme
- An American Crime (Verfilmung des Originalfalles)
- Jack Ketchum’s Evil (Verfilmung des Romans von Jack Ketchum)